# Evangelischer Friedhof Alt-Schmargendorf

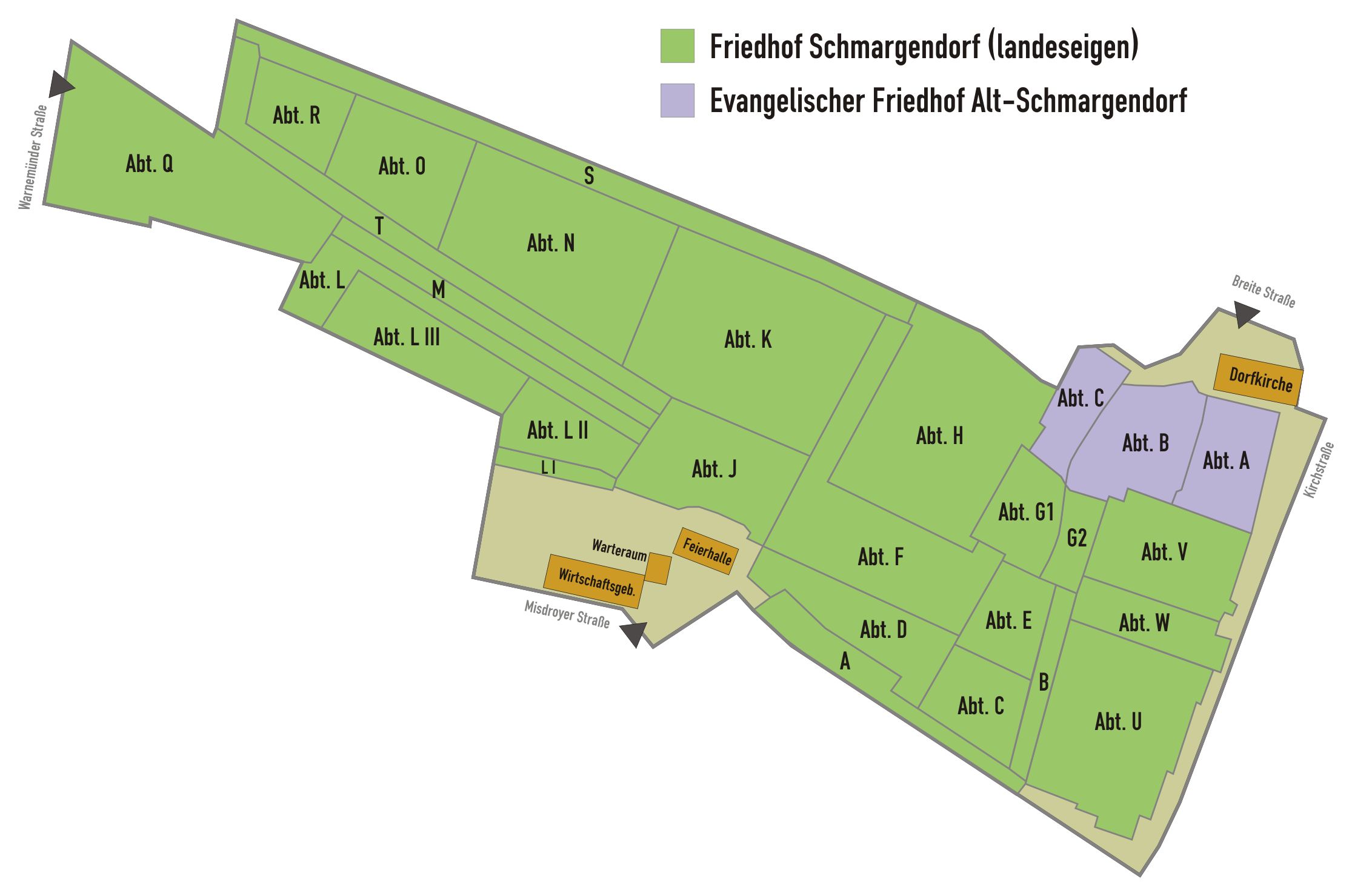
Anordnung der Abteilungen

Der Evangelische Friedhof Alt-Schmargendorf befindet sich an der Breiten Straße im Berliner Bezirk Charlottenburg-Wilmersdorf im Ortsteil Schmargendorf. Der Friedhof wurde um etwa 1250 erstmals als Kirchhof der Dorfkirche Schmargendorf angelegt. Er befindet sich in Verwaltung der Evangelischen Kirchengemeinde Schmargendorf und umfasst heute eine Fläche von 1.673 m².
Auf dem Friedhofsgelände steht die Dorfkirche und der Friedhof grenzt direkt an den städtischen Friedhof Schmargendorf und wird in Beschreibungen häufig mit diesem gemeinsam dargestellt.

## Grabstätten

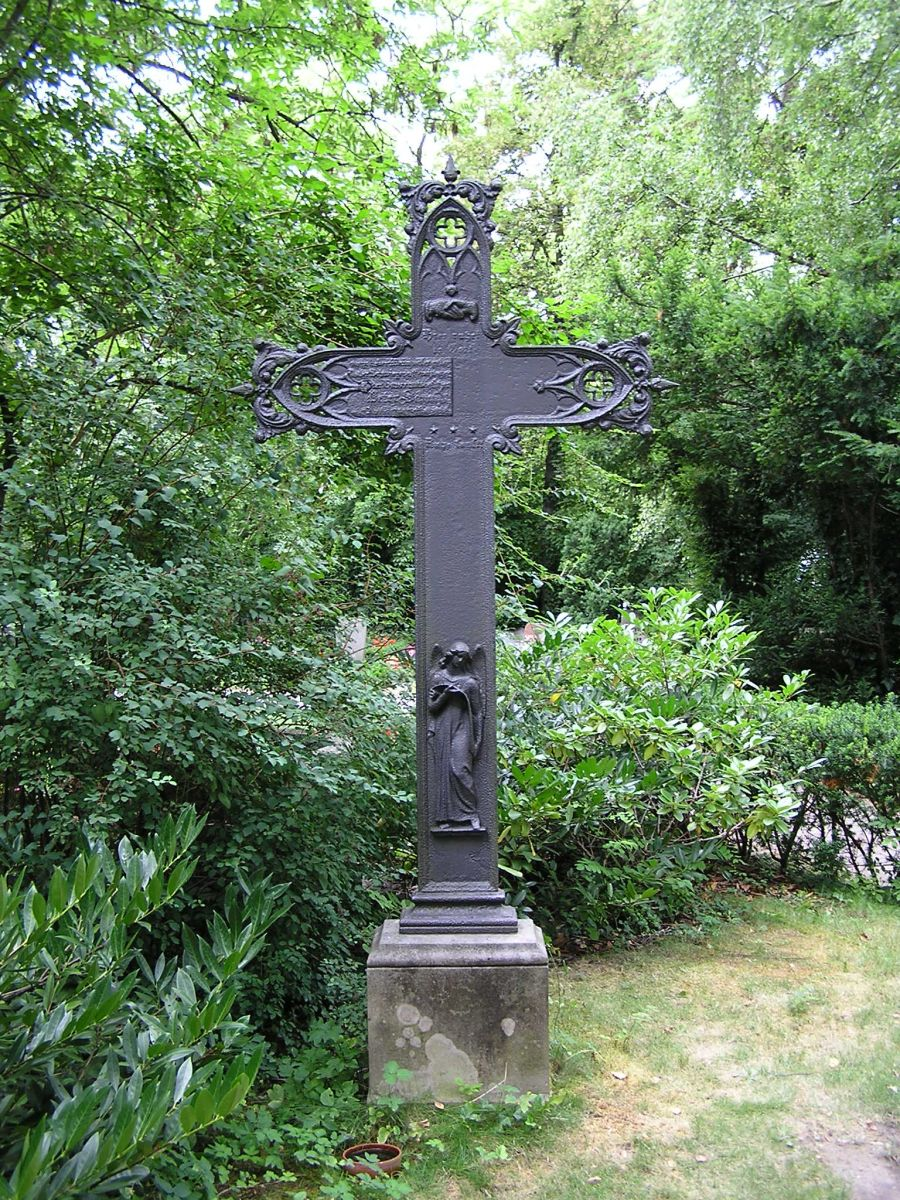
Historisches Grabkreuz

Im Grabgewölbe der Dorfkirche Schmargendorf sind Johann von Wilmersdorf bzw. Wilmerstorp, Gesandter der Kurfürsten Johann Sigismund und Georg Wilhelm sowie Besitzer von Wilmersdorf und Schmargendorf bis zu seinem Tod 1635, und dessen Gemahlin Eva von Wilmersdorf, geborene von Below, bestattet.
Der evangelische Friedhof ist in seiner Größe sehr beschränkt und beherbergt keine Grabstätten bekannter Personen.
Das Grabkreuz Peter Gottfried Salomon Schmidt von 1844 ist als Baudenkmal in der Berliner Denkmalliste eingetragen.

## Belege
1. ↑  Eintrag 09070337 in der Berliner Landesdenkmalliste

Koordinaten: 52° 28′ 25,4″ N, 13° 17′ 38″ O